# Anna Seghers

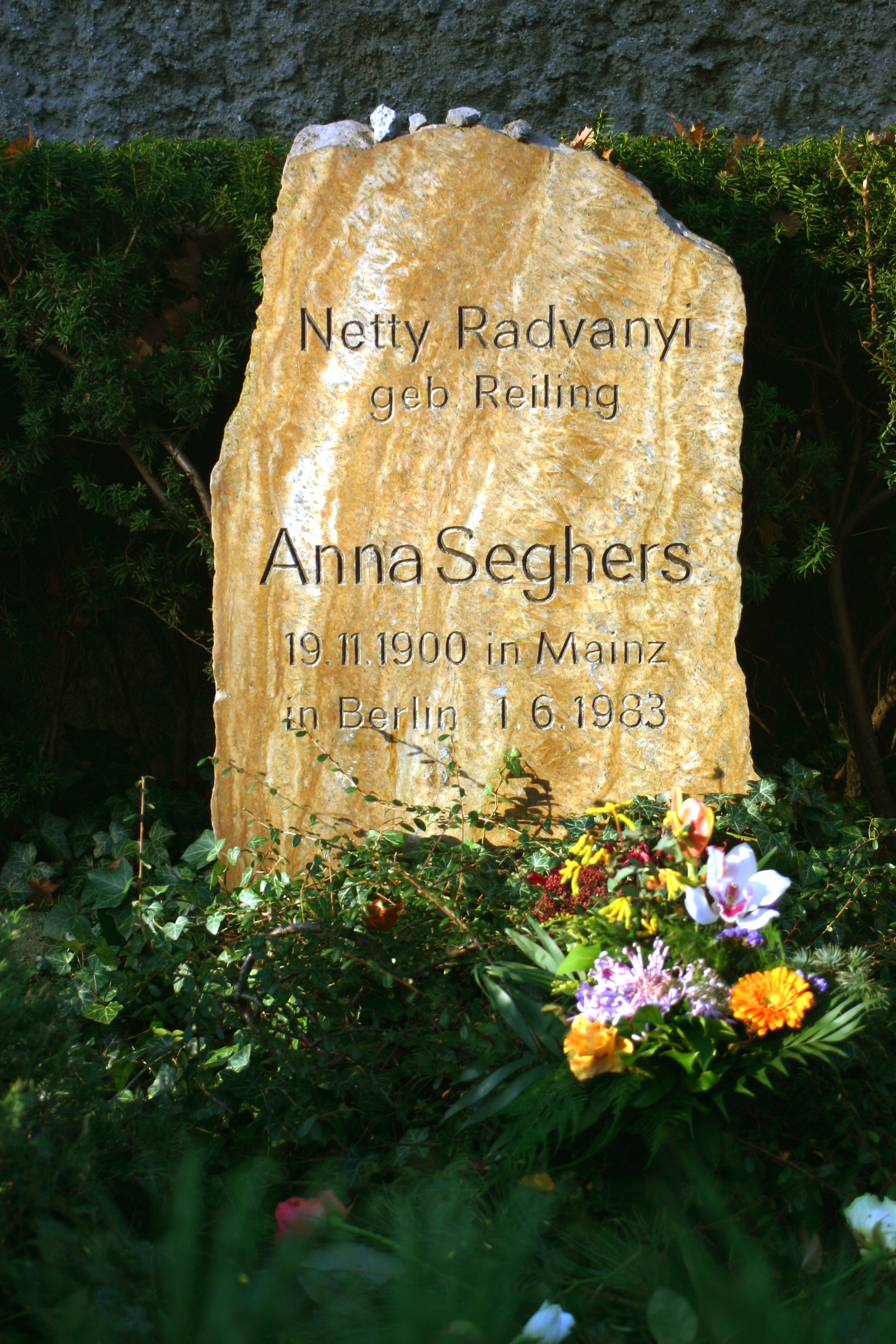
Graf van Anna Seghers op het Dorotheenstädtischen Friedhof in Berlijn

Anna Seghers, eigenlijke naam Netty Radványi, geboortenaam Reiling (Mainz, 19 november 1900 - Berlijn, 1 juni 1983) was een Duitse schrijfster van gedeeltelijk joodse afkomst.

## Werkzaamheden
Anna Seghers schreef voor, tijdens en na de Tweede Wereldoorlog diverse literaire werken. Haar vroege werk is beïnvloed door Schiller en later door Dostojevski. wordt tot de stroming van de nieuwe zakelijkheid gerekend. In 1928 werd zij lid van de communistische partij. In 1933 vluchtte ze naar Frankrijk en in 1940 naar Mexico. Tijdens de oorlog behoorde zij tot de auteurs van de Exilliteratur, waarin ze een belangrijke organisatorische rol speelde. Ze schreef daarnaast ook verschillende belangrijke werken, waarvan Transit en Das siebte Kreuz tot de belangrijkste romans van die tijd worden gerekend. Na de oorlog, in 1947, ging Anna Seghers in de DDR wonen, waar zij socialistisch-realistische literatuur schreef voor de Oost-Duitse maatschappij. Haar boeken uit die tijd zijn loyaal aan de Sozialistische Einheitspartei Deutschlands en verheerlijken geregeld Stalin. Zij ontving in 1952 de Stalin Vredesprijs. Anna Seghers bekleedde ook officiële functies in de DDR, waaronder voorzitster van het schrijversverbond. Tot op hoge leeftijd is Anna Seghers blijven schrijven.

## Werken
- 1925 - Jans muß sterben (door Pierre Radvanyi pas na de dood van Seghers ontdekt)
- 1928 - Aufstand der Fischer von St. Barbara
- 1930 - Auf dem Wege zur amerikanischen Botschaft und andere Erzählungen
- 1932 - Die Gefährten
- 1933 - Der Kopflohn
- 1935 - Der Weg durch den Februar
- 1937 - Die Rettung
- 1940 - Die schönsten Sagen vom Räuber Woynok. Sagen von Artemis
- 1942 - Das siebte Kreuz
- 1943 - Der Ausflug der toten Mädchen
- 1944 - Transit
- 1948 - Sowjetmenschen. Lebensbeschreibungen nach ihren Berichten
- 1949 - Die Toten bleiben jung
- 1949 - Die Hochzeit von Haiti
- 1950 - Die Linie
- 1950 - Der Kesselflicker
- 1951 - Crisanta
- 1951 - Die Kinder
- 1952 - Der Mann und sein Name
- 1953 - Der Bienenstock
- 1958 - Brot und Salz
- 1959 - Die Entscheidung
- 1961 - Das Licht auf dem Galgen
- 1963 - Über Tolstoi. Über Dostojewski
- 1965 - Die Kraft der Schwachen
- 1967 - Das wirkliche Blau. Eine Geschichte aus Mexiko
- 1968 - Das Vertrauen
- 1969 - Glauben an Irdisches
- 1970 - Briefe an Leser
- 1970 - Über Kunstwerk und Wirklichkeit
- 1971 - Überfahrt. Eine Liebesgeschichte
- 1977 - Steinzeit. Wiederbegegnung
- 1980 - Drei Frauen aus Haiti
- 1990 - Der gerechte Richter (reeds in 1957 geschreven, maar vanwege de politieke situatie in de DDR pas in 1990 uitgegeven)

## Literaire prijzen
- 1928 Kleist-Preis
- 1947 Georg-Büchner-Preis
- 1951 Stalin Vredesprijs

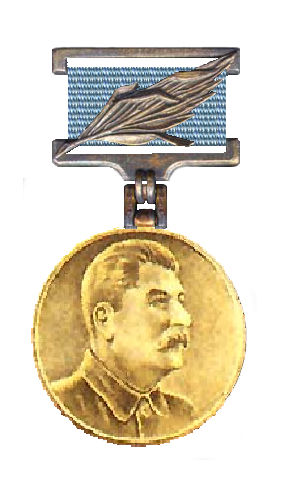
Medaille van de Stalin Vredesprijs

- 1951 Nationalpreis der DDR (weitere 1959, 1971)
- 1954 Vaterländischer Verdienstorden in Silber
- 1959 Dr. phil. h.c. aan de Universiteit van Jena
- 1960 Vaterländischer Verdienstorden in Gold
- 1961 Johannes-R.-Becher-Medaille van de DDR-Kulturbund
- 1965 Karl-Marx-Orden (tevens in 1969 en 1974)
- 1970 Stern der Völkerfreundschaft
- 1975 Großer Stern der Völkerfreundschaft
- 1975 Kulturpreis des Weltfriedensrates
- 1975 Ereburgerschap van Berlijn
- 1978 Ere-voorzitter van het Oost-Duitse schrijversverband
- 1980 benoeming tot 'Held der Arbeit'
- 1981 Ereburgerschap van de stad Mainz.

- Bibsys: 90056448
- Biblioteca Nacional de España: XX1139939
- Bibliothèque nationale de France: cb118875472 (data)
- Catàleg d'autoritats de noms i títols de Catalunya: 981058523727906706
- CiNii: DA01614176
- Gemeinsame Normdatei: 118612743
- International Standard Name Identifier: 0000 0001 2132 5945
- Library of Congress Control Number: n50054376
- Nationale Bibliotheek van Letland: 000089891
- MusicBrainz: 7b9e08e8-7786-4b2c-97f0-8a440c89b680
- Bibliotheek van het Japanse parlement: 00456024
- Nationale Bibliotheek van Tsjechië: jn19990007416
- Nationale bibliotheek van Australië: 35965367
- Nationale Bibliotheek van Israël: 987007267708205171
- Nationale Bibliotheek van Polen: a0000001180287
- Nationale en Universitaire bibliotheek Zagreb: 000064251
- Nederlandse Thesaurus van Auteursnamen: 069498458
- Réseau des bibliothèques de Suisse occidentale: 02-A000147486
- Istituto Centrale per il Catalogo Unico: CFIV067522
- LIBRIS: 212308
- SNAC: w61c1z37
- Système universitaire de documentation: 026670887
- Trove: 1165886
- Virtual International Authority File: 51684390